# ارکیده خورشیدی دلگیر
ارکیده خورشیدی دلگیر (نام علمی: Thelymitra aggericola) نام یک گونه از سرده ارکیده‌های خورشیدی است.